# François Blancpain
 (décembre 2019).
Si vous disposez d'ouvrages ou d'articles de référence ou si vous connaissez des sites web de qualité traitant du thème abordé ici, merci de compléter l'article en donnant les références utiles à sa vérifiabilité et en les liant à la section « Notes et références ».
François Blancpain, né le 7 février 1933, décédé le 28 février 2024 ancien élève de l’École nationale de la France d’Outre-mer, est un historien, spécialiste de Haïti.
Connaisseur des questions économiques, il a centré ses recherches sur les périodes et les personnalités méconnues de l'Histoire d'Haïti ainsi que celles de la France et des Etats-Unis vis-à-vis de ce pays, depuis la révolte des esclaves de la colonie française de Saint-Domingue jusqu'à l'occupation américaine de 1915-1934. Une thématique de son travail est : « les difficultés de la rencontre entre une civilisation archaïque et les modernités des puissances occidentales ».

## Sujets majeurs

### Etienne Polverel[1]
Secrétaire du Club des jacobins, Étienne Polverel était partisan des Girondins et défenseur de l'égalité entre les noirs et les blancs. Il fut nommé commissaire civil à St Domingue pour y faire établir le Décret du 4 avril 1792 sur l'égalité entre les libres de couleur et les blancs. En 1793, face à la résistance armée des colons, il décréta, avec son collègue Léger-Félicité Sonthonax, la libération des esclaves qui combattraient avec la République, puis l'affranchissement de tous les esclaves.
C'est devant ces décisions que la Convention nationale vota l'abolition de l'esclavage dans les colonies françaises.

### Dette de l'indépendance
La Dette de l'indépendance ou "double dette" est l'indemnisation que la France a exigé de la jeune république d'Haïti pour sa reconnaissance internationale, malgré la défaite française de l'Expédition de Saint-Domingue. Cette dette, équivalent à plus d'une année de production du pays à l'époque de la colonie, et les emprunts qu'elle a généré pour assurer son traitement ont été alourdis par les exigences des banques françaises et la corruption  des dirigeants haïtiens. Elle a pesé sur les Relations entre la France et Haïti.

### Régimes agraires
L'agriculture reste encore aujourd'hui le fondement de l'Économie d'Haïti. Les régimes de la terre ont évolué au cours de l'histoire du pays, depuis la grande plantation coloniale à la mini-exploitation actuelle. La réglementation a tenté, souvent maladroitement, de concilier les aspirations des habitants à une autonomie agricole et les besoins d'une production moderne.

### Frontière
La délimitation de la frontière entre Haïti et la République dominicaine a constitué un sujet de tension et même de guerre entre la France et l’Espagne pendant la période coloniale, puis entre les deux pays. Après près de 150 ans marqués par l’inimitié et des accès de violence, elle a fini par être réglée par la diplomatie en 1929.

### Occupation américaine
Dans le cadre de la Doctrine Monroe, les États-Unis ont occupé Haïti de 1915 à  1934. Cette occupation a provoqué des révoltes populaires matées dans le sang, a été vécue comme une humiliation par les haïtiens et a servi les intérêts économiques et financiers des États-Unis. Mais, elle a paradoxalement permis la création d'infrastructures, le décollage économique, la modernisation administrative et le développement de l'instruction publique, grâce à une politique de collaboration opportuniste menée notamment par le président haïtien Louis Borno.

## Publications
- Louis Borno: président d'Haïti, Port-au-Prince, Editeur : Regain (1999)  (ISBN 2894540264)
- Haïti et les États-Unis 1915-1934 - histoire d'une occupation, Paris, Éditeur : L'Harmattan (2000)   (ISBN 978-2738483249)
- Un siècle de relations financières entre Haïti et la France (1825-1922), Paris, Éditeur : L'Harmattan (2001)   (ISBN 2747508528)
- La condition des paysans haïtiens, Du Code noir au Codes ruraux, Paris, Éditeur: Karthala (2003)   (ISBN 2845864361)
- La colonie française de Saint-Domingue, De l'esclavage à l'indépendance, Paris, Éditeur : Karthala (2005)   (ISBN 2845865902)
- Haïti et la République dominicaine, Une question de frontière, Matoury, Éditeur : Ibis Rouge (2008)   (ISBN 2844503314)
- Etienne de Polverel, Libérateur des esclaves de Saint-Domingue, Rennes, Éditeur : Les Perséides (2010)   (ISBN 9782915596687)
- Les maquisards de la colline, Nantes, Éditeur Amalthée (2011)  (ISBN 978-2-310-00812-9)
- L’amiral d’Estaing, serviteur et victime de l’État, 1729-1794, Rennes, Éditeur : Les Perséides (2012)  (ISBN 978-2-915596-86-1)
- Histoire de Saint-Domingue, Haïti, Matoury, Éditeur : Ibis rouge (2016)  (ISBN 978-2-37520-513-6)